# Faune sur dauphin
Le Faune sur dauphin, également connu sous le nom de Satyre sur dauphin, ou Torse d'homme avant sa restauration, est un groupe statuaire romain en marbre blanc du IIe siècle, actuellement conservé à la Galerie Borghèse de Rome.

## Histoire
Le groupe est retouché dès le XVIe siècle. Il est alors conservé au Palazzo Della Valle à Rome. Il passe à la collection Médicis et puis à la famille Ceoli, où il reste jusqu’à sa vente de 1607 à la famille Borghese pour décorer une fontaine à l'extérieur de leur villa, à l’intérieur de la première clôture du jardin,.   
Il y reste jusqu'au début du XVIIIe siècle, avant d'être conservé dans les dépôts du palais. La queue de l’animal et la base avec les vagues sont restaurés en 1828 par Antonio D’Este afin d’intégrer des attributs iconographiques. Dès 1832, Antonio Nibby le mentionne dans la salle VII égyptienne sur un piédestal orné de chimères et de griffons,  qui évoquent le mythe de la transformation des pirates en dauphins par la volonté de Dionysos, selon les Métamorphoses d'Ovide (3, 582-630), dont le dauphin de la sculpture pourrait représenter un rappel iconographique.

## Datation
Les études d’Arnold Walter Lawrence en 1927, et de Bernhard Schweitzer en 1929, confirment une datation de l'archétype au début de l’hellénisme, pas plus tard que le IIIe siècle av. J.-C., pour le traitement des cheveux et la jeunesse du visage,. 

## Sujet
En 1838, Antonio Nibby nomme la statue Jeune chevauchant un dauphin, peut-être Palémon, fils d’Athamas et d’Ino. Selon le mythe, Héra, en colère à la suite de la naissance de Dionysos, fils de la trahison de Zeus et Sémélé, décide de punir sa sœur Ino, coupable, avec son mari Athamas, d’avoir élevé le jeune Dieu. La déesse rend les époux fous, les poussant à tuer leurs enfants. Ino tente de sauver son fils Mélicerte en se jetant à la mer avec lui. Par la volonté de Poséidon, Ils sont alors transformés en divinités marines sous les noms de Léarque et Palémon.
En 1893, Adolfo Venturi désigne le jeune satyre comme Arion de Méthymne, un joueur de cithare grec jeté à la mer par les marins de son navire et sauvé par un dauphin, comme le rappelle Hérodote dans ses Histoires (I, 23-24).

## Description

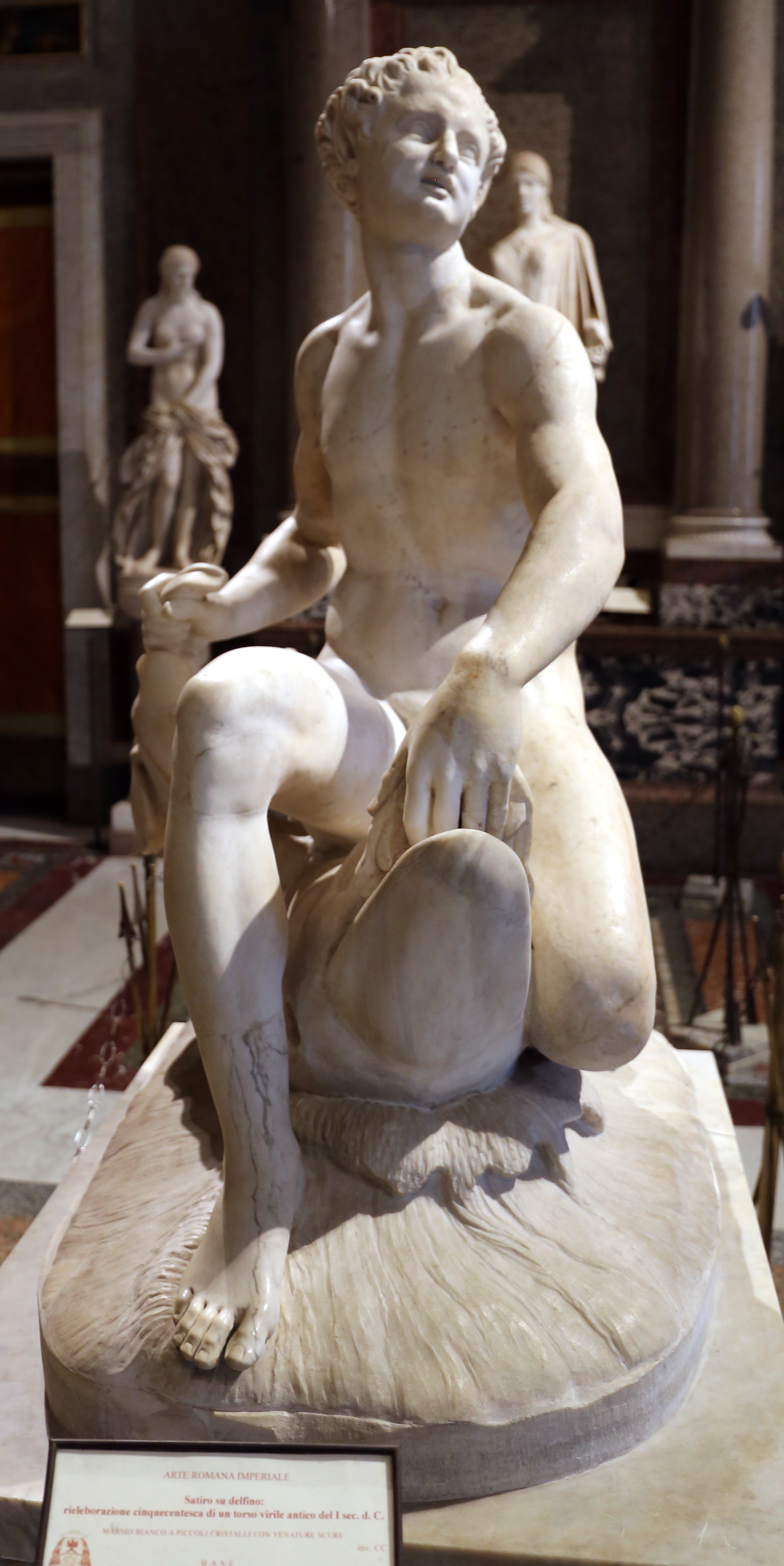
Vue de face.

La sculpture représente un jeune satyre ou faune nu aux oreilles pointues, chevauchant un dauphin. La figure repose selon une répartition précise du poids sur la jambe gauche, fléchie vers l’arrière jusqu’à toucher l’eau. La pointe du pied gauche n’est pas finie, notamment le gros orteil et l’orteil moyen qui reposent inertes sur la base. Son corps se tourne vers la droite ; les muscles de sa poitrine, de son bassin et de son épaule gauche sont inclinés vers la droite ; sa colonne vertébrale suit la courbure vers l’avant et vers la gauche. Une légère tension est également ressentie dans les muscles du cou, qui suivent la torsion de la tête. La main droite saisit la nageoire caudale du dauphin, tandis que la gauche tient la bouche de l’animal ouverte. La tête du satyre est tournée vers la gauche, le regard est enjoué, la bouche semi-ouverte laisse entrevoir les dents. Le jeune satyre est représenté avec les oreilles pointues, seul élément qui rappelle sa nature sauvage.
Un petit trou, à la hauteur du sacrum, laisse supposer l’existence d’une queue tenue par un pivot, mais il peut aussi être dû à l'adaptation du groupe sculptural comme fontaine. Le dauphin est plus petit que son cavalier. Sa bouche est ouverte et montre des dents pointues. La queue, spiralée, est tordue vers la droite et se termine par deux nageoires, l’une est orientée vers le bas et l’autre vers le haut, cette dernière étant saisie par le satyre.
Le socle date du XIXe siècle ; il est composé de plaques obtenues en taillant deux trapézophores en marbre blanc du Ier siècle av. J.-C..

## Analyse
Une référence iconographique se trouve dans le groupe sculptural du Satire chevauchant un dauphin de Giovanni Angelo Montorsoli, réalisé en 1540 pour orner le jardin du palais Doria à Gênes. Une statue identifiée comme Narcisse, conservée au Victoria and Albert Museum de Londres, réalisée à partir d’un fragment antique par Valerio Cigoli en 1560, présente une tension similaire.
Les études sur la sculpture de la Collection Borghèse sont multiples. Walther Amelung est le premier en 1900 à interpréter la sculpture comme une décoration de fontaine et la dater aux premiers siècles de l’empire romain comme un original hellénistique retravaillé. L’auteur la compare à une petite œuvre conservée dans la Glyptothèque de Monaco.
Du point de vue iconographique, l’association de satyre et de dauphin semble plutôt rare, le groupe sculptural de la collection Borghèse est donc une composition relativement unique.  

## Postérité

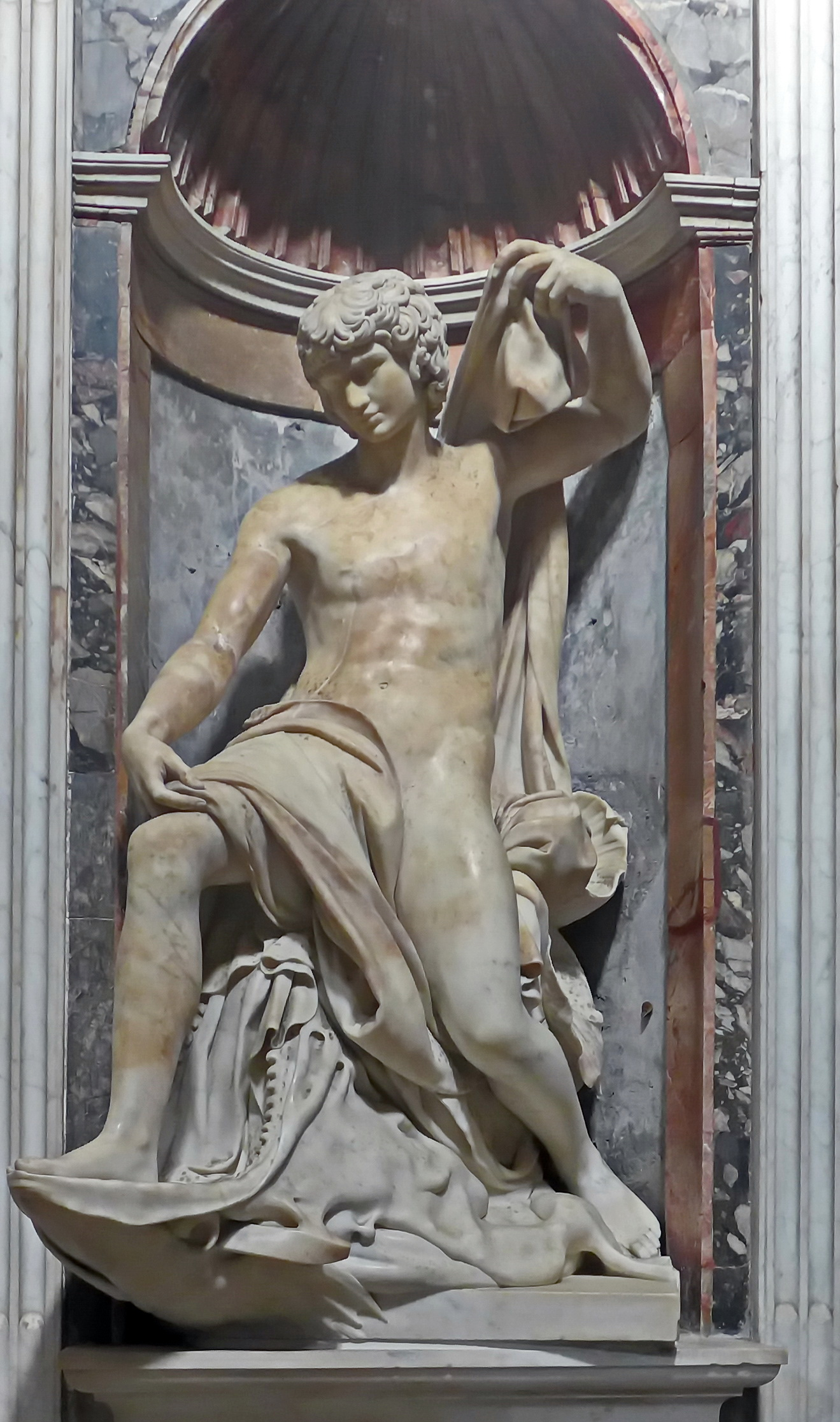
Lorenzetto, Jonas, chapelle Chigi, basilique Santa Maria del Popolo, Rome

La sculpture connait un succès à Rome au XVIe siècle. Elle a certainement inspiré la statue de Jonas de Lorenzetto dans la chapelle Chigi de la basilique Santa Maria del Popolo, sur un dessin de Raphaël de 1520 (Victoria and Albert Museum, Londres),  ainsi que les éphèbes de Taddeo Landini qui décorent la fontaine des Tortues de la place Mattei à Rome, réalisée sur un dessin de Giacomo della Porta en 1581. Le visage du satyre se retrouve encore dans un dessin attribué à Michel-Ange (British Museum).